# Serafão

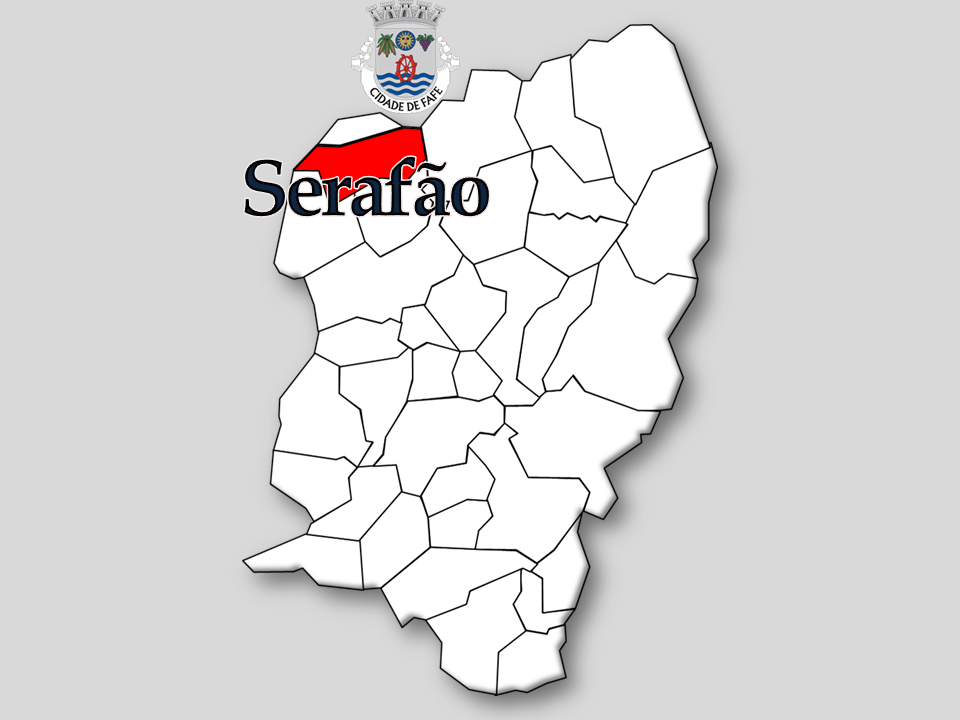
Localização da Freguesia de Serafão no Município de Fafe

Serafão é uma localidade portuguesa do Município de Fafe que foi sede da extinta Freguesia de Serafão, freguesia que tinha 7,77 km² de área e 996 habitantes (2011), e, por isso, uma densidade populacional de 128,2 hab./km².
A Freguesia de Serafão foi extinta em 2013, no âmbito de uma reforma administrativa nacional, para, em conjunto com a Freguesia de Agrela, formar uma nova freguesia denominada União de Freguesias de Agrela e Serafão com sede na Rua do Dr. Parcídio de Matos, 70, em Serafão.

## População
| População da freguesia de Serafão (1864 – 2011) | População da freguesia de Serafão (1864 – 2011) | População da freguesia de Serafão (1864 – 2011) | População da freguesia de Serafão (1864 – 2011) | População da freguesia de Serafão (1864 – 2011) | População da freguesia de Serafão (1864 – 2011) | População da freguesia de Serafão (1864 – 2011) | População da freguesia de Serafão (1864 – 2011) | População da freguesia de Serafão (1864 – 2011) | População da freguesia de Serafão (1864 – 2011) | População da freguesia de Serafão (1864 – 2011) | População da freguesia de Serafão (1864 – 2011) | População da freguesia de Serafão (1864 – 2011) | População da freguesia de Serafão (1864 – 2011) | População da freguesia de Serafão (1864 – 2011) |
| ----------------------------------------------- | ----------------------------------------------- | ----------------------------------------------- | ----------------------------------------------- | ----------------------------------------------- | ----------------------------------------------- | ----------------------------------------------- | ----------------------------------------------- | ----------------------------------------------- | ----------------------------------------------- | ----------------------------------------------- | ----------------------------------------------- | ----------------------------------------------- | ----------------------------------------------- | ----------------------------------------------- |
| 1864                                            | 1878                                            | 1890                                            | 1900                                            | 1911                                            | 1920                                            | 1930                                            | 1940                                            | 1950                                            | 1960                                            | 1970                                            | 1981                                            | 1991                                            | 2001                                            | 2011                                            |
| 939                                             | 946                                             | 1 014                                           | 1 102                                           | 1 169                                           | 1 090                                           | 1 169                                           | 1 348                                           | 1 489                                           | 1 603                                           | 1 260                                           | 1 328                                           | 1 147                                           | 1 195                                           | 996                                             |